# Microgaster flaviventris
Microgaster flaviventris är en stekelart som beskrevs av Xu och He 2002. Microgaster flaviventris ingår i släktet Microgaster och familjen bracksteklar. Inga underarter finns listade i Catalogue of Life.